# Olivetti Elettrosumma 22
La Elettrosumma 22 è una addizionatrice elettromeccanica realizzata dalla Olivetti.
Progettata da Natale Capellaro per la parte meccanica e Marcello Nizzoli per il design, svolgeva addizioni e sottrazioni, con possibilità di saldo negativo. I due progettisti avevano già collaborato per tutte le precedenti macchine da calcolo Olivetti,  a partire dalla Elettrosumma 14  che viene, appunto, sostituita dall'Elettrosumma-22.
Venne prodotta a partire dal 1957, i primi esemplari avevano la scocca di metallo, quelli successivi di plastica. Dall'anno successivo venne prodotta anche una versione sterling per il mercato inglese.
Dal 1960 questo modello venne sostituito dalla nuova e più economica Elettrosumma 20. Tuttavia, nel 1961, venne prodotta col nome di Underwood-400 una versione con una meccanica quasi identica ma carrozzeria più squadrata.

## Caratteristiche
Da un punto di vista costruttivo, si trattava di macchine estremamente complesse, ma di realizzazione economica, grazie, appunto alla genialità costruttiva di Capellaro, la maggior parte degli innumerevoli cinematismi erano ricavati da semplice lamiera in ferro dolce e acciaio, questi ultimi, soprattutto costituiti da leve, erano quelli movimentati dalle camme in materiale sinterizzato, in queste, la zona sottoposta a strisciamento sulla camma, era temprata.